# Монреальський протокол

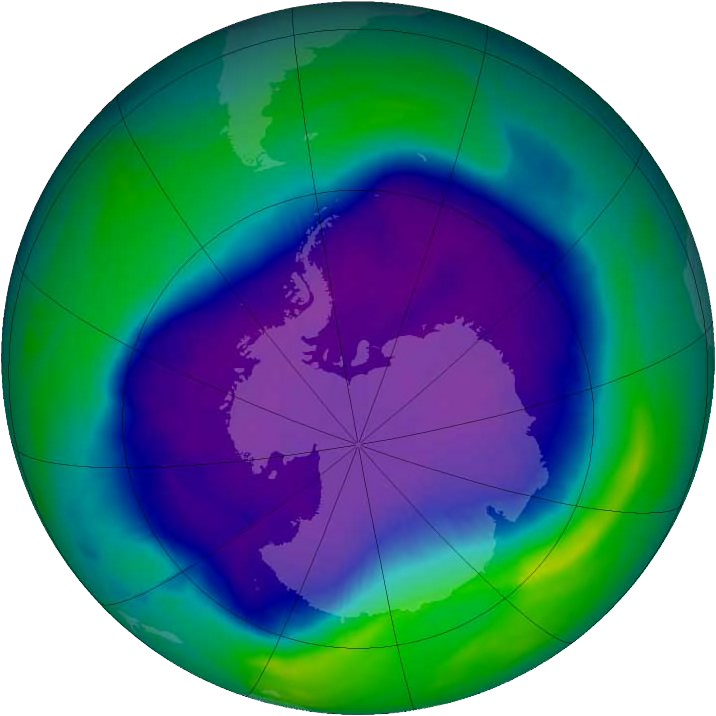
Найбільша (антарктична) озонова діра станом на вересень 2006 року

Монреа́льський протоко́л про речови́ни, що висна́жують озо́новий шар — міжнародний договір, створений для захисту озонового шару через припинення або обмеження виробництва ряду речовин, що вважалися відповідальними за виснаження озону. Договір був відкритий для підпису 16 вересня 1987 року і набрав чинності 1 січня 1989 року. Після чого учасники договору провели ще вісім зустрічей, на яких приймалися доповнення до договору: в травні 1989 (Гельсінкі), 1990 (Лондон), 1991 (Найробі), 1992 (Копенгаген), 1993 (Бангкок), 1995 (Відень), 1997 (Монреаль) і 1999 (Пекін). Договір був майже всесвітньо ухвалений та ефективно виконується, через що Кофі Аннан назвав його «можливо, однією з найуспішніших міжнародних угод на сьогодні».